# Rhinella horribilis
El sapo de caña mesoamericano (Rhinella horribilis) es una de las especies de anfibios que componen el género Rhinella, que se incluye en la familia de los bufónidos. Este anuro es de tamaño grande y de hábitos terrestres. Se distribuye de manera nativa desde el extremo sur de Estados Unidos por el norte, hasta el extremo norte del Perú por el sur. Durante décadas fue considerado un sinónimo más moderno del sapo de caña amazónico (R. marina), hasta que en 2016 se lo rehabilitó como especie plena.

## Taxonomía
Descripción original

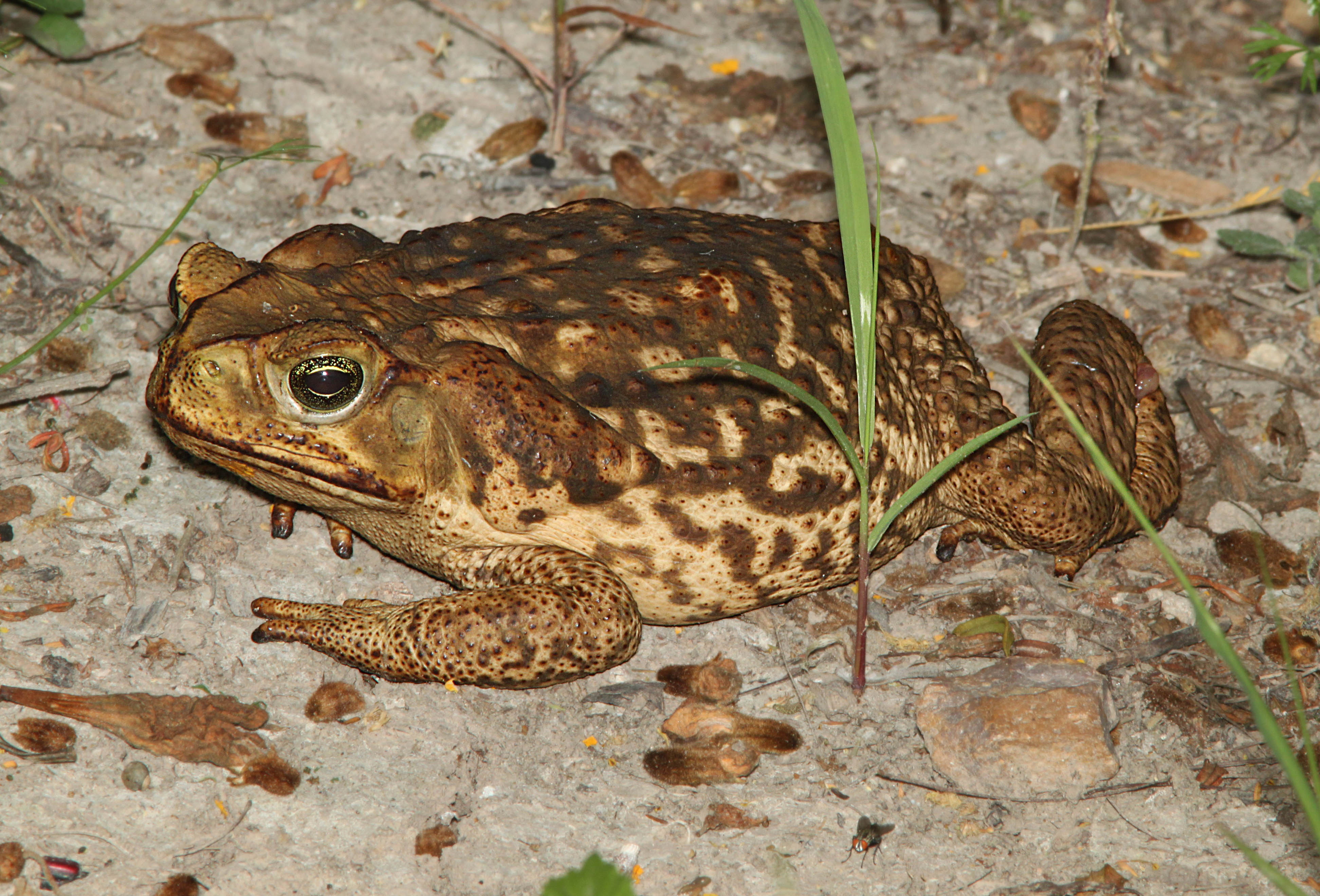
Rhinella horribilis en Texas.

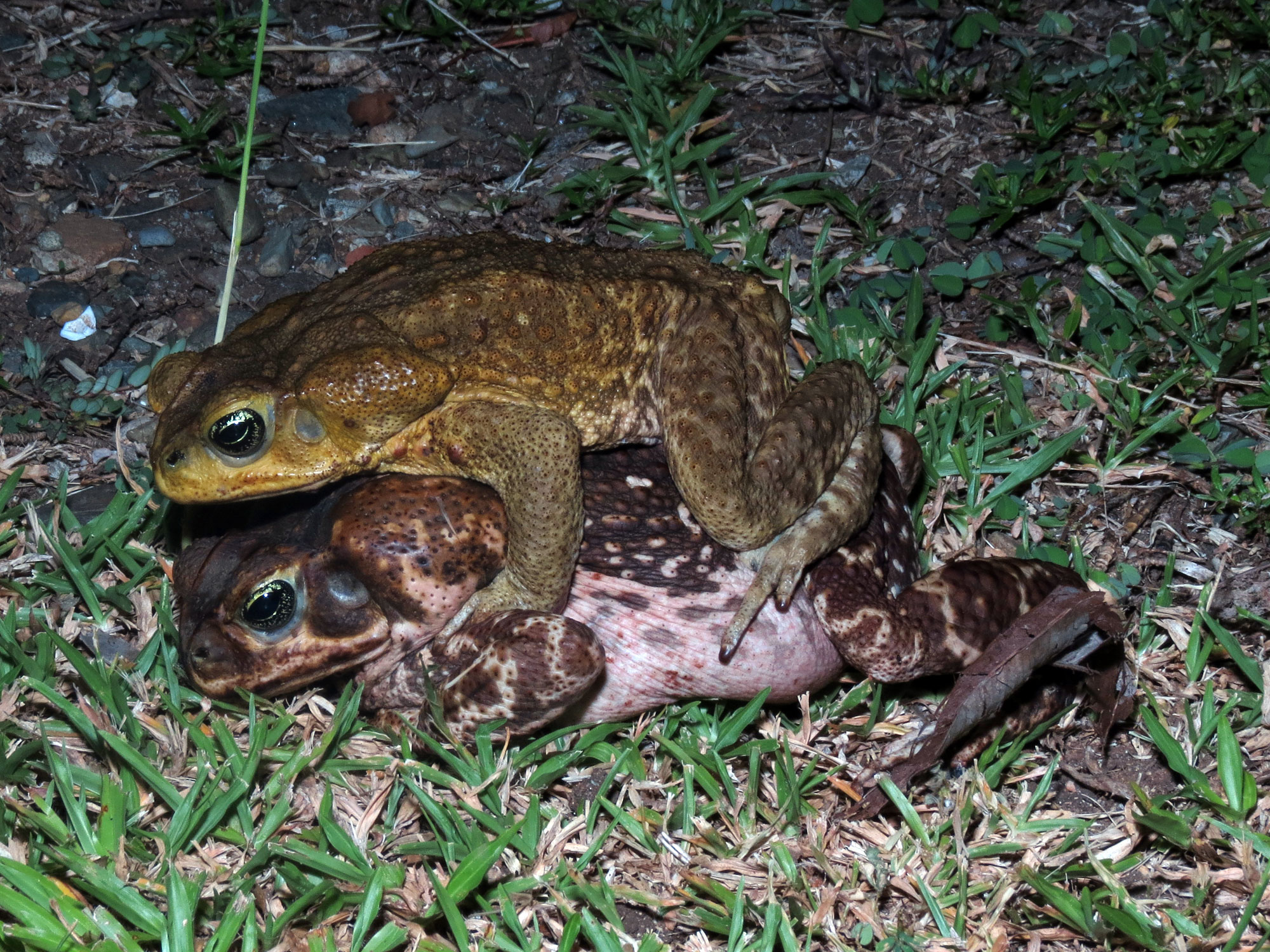
Pareja de Rhinella horribilis en amplexo, en la isla Barro Colorado, Panamá.

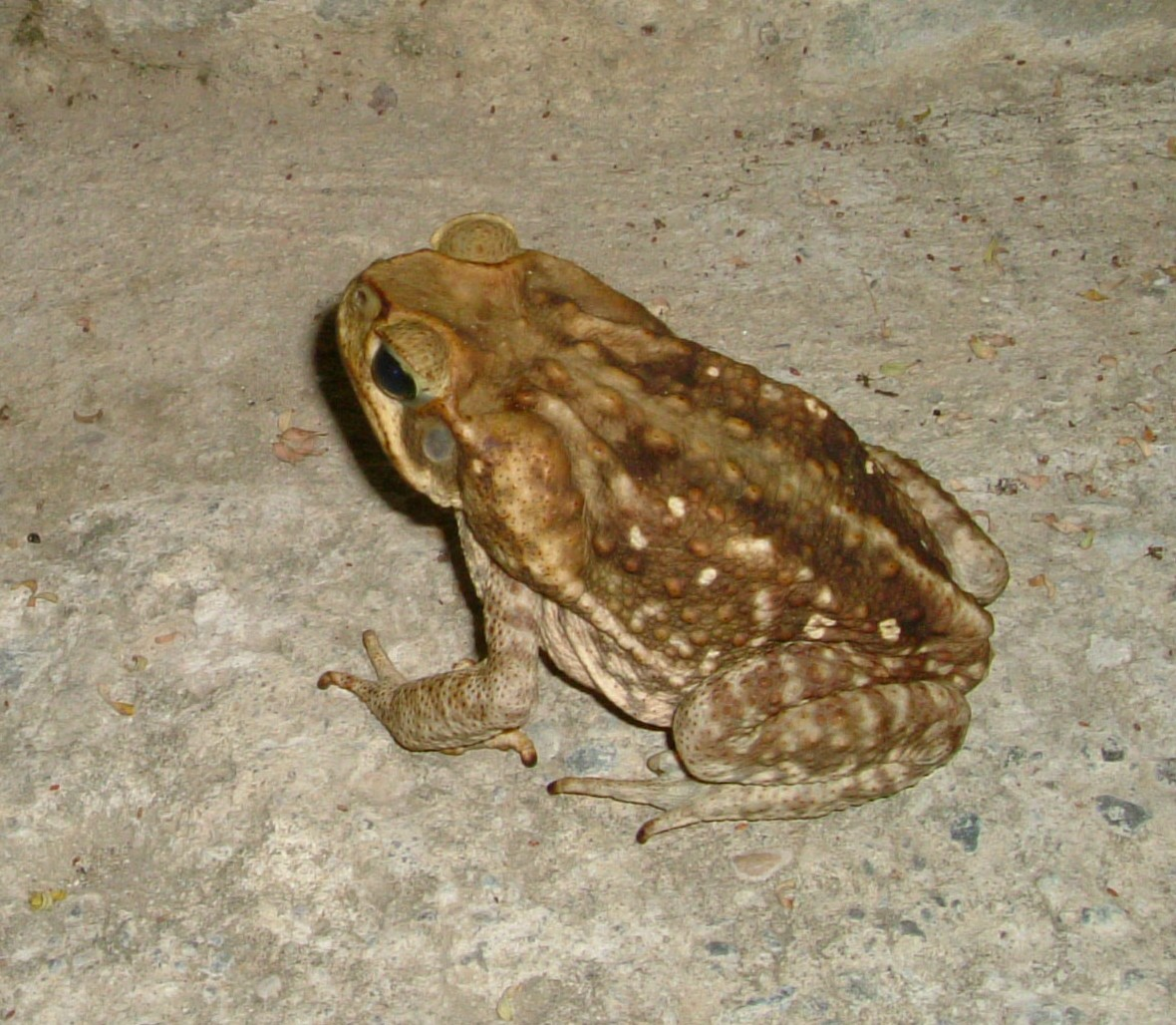
Rhinella horribilis en punta Quepos, Costa Rica.

Esta especie fue descrita originalmente en el año 1833 por el zoólogo alemán Arend Friedrich August Wiegmann, con el nombre científico de Bufo horribilis.
Localidad tipo y ejemplares nomenclaturales
Los ejemplares sintipos designados son los catalogados como: ZMB 3479 (colectado en “Misantla”), ZMB 3480 (sin localidad definida), ZMB 3481 (de “Veracruz”) y ZMB 3493 (“México”), de acuerdo con W. Peters.
Sobre esta base, la localidad tipo fue definida por R. Kellogg en 1932 como: “en el área de Veracruz, México, representado como Misantla, Veracruz y México”. En el año 1950, H. M. Smith y E. H. Taylor la restringen a: “Veracruz, Veracruz, México”.
Etimología
Etimológicamente, el término genérico Rhinella significa 'nariz pequeña'; se construye con las palabras: rhino- (ῥῑνο-), la forma combinada del griego antiguo rhis (ῥίς) que significa ‘nariz’ y el sufijo diminutivo en latín -ella. El epíteto específico horribilis viene de dicha palabra en latín, la que significa: ‘horrible’; con él el autor hizo una despectiva referencia a la apariencia de este animal, cubierto de glándulas verrugosas.

### Historia taxonómica y relaciones filogenéticas
En el año 1923, F. Nieden coloca a este taxón en la sinonimia del hoy denominado Rhinella marina. En las siguientes décadas, autores posteriores concordaron con esta decisión.
En el año 1998, sobre la base de análisis de secuencias del gen ND3 y los genes tRNA, R. W. Slade y C. Moritz encontraron un quiebre filogenético en lo que en ese momento se consideraba dentro de R. marina, quedando así escindidas las poblaciones según se ubiquen al este o al oeste de los Andes venezolanos.
La parafilia de R. marina fue constatada también por Daniel G. Mulcahy, Benson H. Morrill y Joseph R. Mendelson, en el año 2006.
Evidencia adicional fue sumada en el año 2010 por M. Vallinoto, F. Sequeira, D. Sodré, J. A. R. Bernardi, I. Sampaio y H. Schneider. Basándose en el ARNr 12S, 16S, genes mitocondriales rRNA y el gen citocromo b (Cytb), encontraron la existencia de dos grandes grupos en R. marina, uno distribuido por América Central hasta Ecuador, siempre al oeste de los Andes, y el otro en la cuenca del Amazonas, al este de los Andes. Encontraron niveles muy altos de divergencia de nucleótidos entre ambos linajes (entre el 5,8 y el 6,4 %) estando el linaje occidental segmentado a su vez en dos grupos (el de Ecuador y el de Centroamérica) con divergencia relativamente alta entre sí (4,5 %). En coincidencia con lo observado por R. W. Slade y C. Moritz, sugirieron que la divergencia de los dos linajes de R. marina era anterior a la especiación de otros taxones del “grupo de especies R. marina” distribuidos en el resto de América del Sur, lo que podría indicar una mayor parentesco de R. marina oriental con otras especies del género que con R. marina occidental. Sobre la base de relojes moleculares que emplean ADN mitocondrial, los linajes de R. marina occidental y oriental podrían haberse separado en el Pleistoceno temprano (como consecuencia del levantamiento de la cordillera de los Andes) o incluso antes, en el Mioceno medio a tardío (9,1 Ma), como resultado de incursiones marinas y la formación del sistema Pebas.
También en el año 2010, un equipo compuesto por Natan Medeiros Maciel, Rosane Garcia Collevatti, Guarino Rinaldi Colli y Elisabeth Ferroni Schwartz, utilizando datos moleculares, morfológicos y de secreciones cutáneas, investigó la filogenia y biogeografía dentro del “grupo de especies Rhinella marina”, descubriendo que la diversificación se produjo en el Mioceno tardío (10,47 Ma).
En el año 2011, un estudio genético elaborado por F. Sequeira, D. Sodré, N. Ferrand, J. A. Bernardi, I. Sampaio, H. Schneider y M. Vallinoto, volvió a corroborar la existencia de dos linajes en Rhinella marina, separados por la cordillera de los Andes.
En el año 2016, un equipo integrado por Aldemar A. Acevedo-Rincón, Margarita Lampo y Roberto Cipriani, volvieron a evaluar el estado taxonómico de las poblaciones de Rhinella marina ubicadas al este y al oeste de la cordillera andina en Venezuela. Se realizó sobre la base de analizar 2 marcadores genéticos mitocondriales (ND3 y CR) y 23 hitos morfométricos (empleando la técnica de la morfometría geométrica). Entre las conclusiones a las que lograron arribar estuvo la ratificación de la existencia de dos linajes evolutivamente independientes en R. marina, los que, si bien son crípticos externamente, han divergido significativamente en la estructura craneal y sin presentar haplotipos o morfotipos comunes entre sí. Ambos linajes no solapan sus distribuciones geográficas, ya que la cordillera andina se interpone entre sus geonemias, siendo la estructuración geográfica de sus variaciones genéticas concordante con la de dos taxones estables, sin hallar evidencias de recientes expansiones demográficas. Al encontrar plena coincidencia en la variación geográfica respecto a las características morfométricas y genéticas respectivas, concluyeron que ambas correspondían a dos especies independientes.

## Características diagnósticas
Rhinella horribilis destaca por sus glándulas parótidas particularmente grandes, las que sobresalen del contorno lateral de la cabeza. Esta especie puede diferenciarse inequívocamente de Rhinella marina ya que está última exhibe, en ejemplares adultos, una depresión de la región premaxilar y un alargamiento posterior de las regiones frontoparietal y occipital (por ejemplo, cóndilos y esfenómenos) lo que da como resultado una cabeza ligeramente más redondeada que en R. horribilis. Además, en Rhinella horribilis los huesos cuadratojugales tienden a estar más cerca de la línea transversal, formada por los cóndilos occipitales, que en R. marina.
Los especímenes depositados en museos pueden diagnosticarse por medio de la evaluación de sus estructuras internas, mediante técnicas no destructivas como radiografías o ecografías.

## Distribución y hábitat
Rhinella horribilis puede habitar en un amplio espectro de hábitats, desde selvas tropicales, bosques caducifolios tropicales y subtropicales, áreas semiáridas con arbustales y bosques xerófilos abiertos, etc.  
Este anfibio se distribuye de manera nativa por una amplia superficie en la porción medial de América, por el norte habita desde el valle inferior del río Bravo, en el sur de Texas (Estados Unidos) y en el norte de México (en el sur de Sonora y el sudoeste de Chihuahua), siguiendo hacia el sur a lo largo de las planicies costeras a través de las tierras bajas tropicales mexicanas y de toda América Central, llegando a la región noroeste de Sudamérica: hasta la vertiente occidental de los Andes venezolanos, el norte y occidente de Colombia, la costa oeste de Ecuador, alcanzando por el sur el extremo noroeste del Perú. La sección septentrional de la cordillera de los Andes lo separa de las poblaciones de R. marina, batracio que se extiende ampliamente por las regiones amazónica y orinoquía.